# Quituto (Ort)
Quituto (Kitutu) ist eine osttimoresische Siedlung im Suco Ailok (Verwaltungsamt Cristo Rei, Gemeinde Dili). Der Ort befindet sich im Westen der Aldeia Quituto, entlang einer Straße, die die Aldeia von Nord nach Süd durchquert. Im Ort befinden sich das Hospital Ailok und die Grundschule Ailok.